# Indoeuropejskie prawa głosowe
Indoeuropejskie prawa głosowe – regularne odpowiedniości zachodzące między dźwiękami w różnych językach rodziny indoeuropejskiej. W trakcie jej rozwoju doszło do licznych zmian w pierwotnym, praindoeuropejskim systemie fonetycznym, które można zauważyć w językach potomnych – opisywane są one jako prawa głosowe. Niniejszy artykuł przedstawia niektóre z nich, często spotykane w literaturze językoznawczej.

## Procesy fonetyczne, reguły i prawa

### Palatalizacja indoeuropejska
języki kentum
     języki satem
     zmiana *-tt- > *-ss-
     zmiana *-tt- > *-st-
     występowanie augmentu
     zmiana *-bʰ- > *-m- w narzędniku, celowniku i ablatywie l.mn.

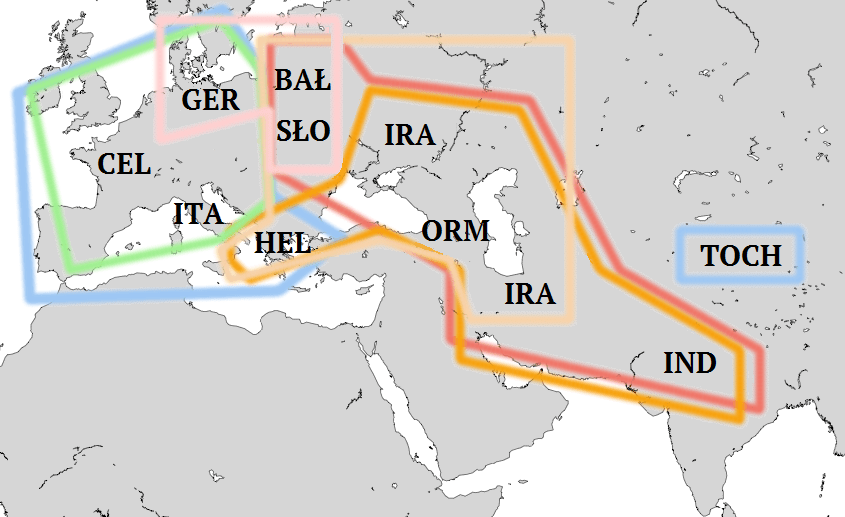
Wybrane izoglosy w językach indoeuropejskich ok. 500 lat p.n.e.

Zmiany artykulacji (sposobu wymowy) spółgłosek tylnojęzykowych w późnej fazie rozwoju niektórych dialektów praindoeuropejskich – w językach indoirańskich, bałtosłowiańskich, ormiańskich i albańskich, określanych łącznie jako satemowe:
- początkowa zmiana miękkiego *ḱ w spółgłoskę zwarto-szczelinową *č (o wymowie pośredniej między polskim /ć/ a /cz/), analogicznie zmiana miękkich *ǵ i *ǵʰ w *z;
- następnie przejście *č > *s  (ewentualnie *š /sz/ w bałtyckich lub *ś w indoaryjskich).

### Regułaruki
Zmiana wymowy *s po głoskach *r, *u, *k, *i (a także ich wariantach *r̥, *w, *kʷ, *y) – w językach satemowych,
- przejscie *s > *ṣ (retrofleksyjne) w indoirańskich;
- przejście *s > *š (/sz/) w bałtosłowiańskich, ormiańskim i albańskim (w samej grupie słowiańskiej dalsze przejście *š > *x /ch/[5]).

### Reguła Dybo
Skrócenie długiej samogłoski przed sonantami (*l̥, *m̥, *n̥, *r̥, *i̯, *u̯), jeśli następowała po nich samogłoska akcentowana – w językach italoceltyckich oraz, w nieco innej formie, w germańskich.

### Reguła Wintera
Wydłużenie krótkiej samogłoski przed spółgłoską zwartą dźwięczną nieprzydechową (*b, *d, *g, *ǵ, *gʷ) – w językach bałtosłowiańskich.

### Prawo Osthoffa
Skrócenie długiej samogłoski przed sonantami, jeśli następowała po nich kolejna spółgłoska – w wielu gałęziach indoeuropejskich, z wyjątkiem języków indoirańskich i tocharskich.

### Prawo Brugmanna
Przejście *o > *ā w sylabach otwartych (zakończonych samogłoską) – w językach indoirańskich.

### Prawo Grassmanna
Zmiana początkowej spółgłoski przydechowej na zwykłą, jeśli kolejną spółgłoską w wyrazie była również przydechowa – w grece i sanskrycie.

### Prawo Grimma
Seria przesuwek spółgłoskowych (sekwencja *g⁽ʷ⁾ʰ > *g⁽ʷ⁾ > *k⁽ʷ⁾ > *x⁽ʷ⁾ /h(ł)/ – każda z podanych głosek, z wyjątkiem ostatniej, uległa w pragermańskim przesunięciu o jedno miejsce w prawo) – w językach germańskich.

### Prawo Bartholomaego
W sekwencji spółgłoski dźwięcznej przydechowej z bezdźwięczną utrata przydechu tej pierwszej oraz zyskanie przydechu i dźwięczności przez drugą – w sanskrycie.

### Przesuwki ormiańskie
Sekwencje zmian w języku staroormiańskim,
- przejścia *t > tʰ, *d > t, *dʰ > d (pierwsza przesuwka);
- następnie przejścia t > d, d > t (druga przesuwka, tzw. przesuwka cylicyjska).